# Maaenboodhoo
Maaenboodhoo is een van de bewoonde eilanden van het Dhaalu-atol behorende tot de Maldiven.

## Demografie
Maaenboodhoo telt (stand maart 2007) 421 vrouwen en 460 mannen.